# Loreto Ruiz de Alda
Loreto Ruiz de Alda Moreno (Madrid, 1966) es una politóloga y política española. Diputada autonómica en Madrid por Unión Progreso y Democracia (UPyD) desde 2011 hasta 2015.
Licenciada en Ciencias Políticas por la Universidad Complutense de Madrid. Posee un Máster en Desarrollo y Directivo por el Instituto de Empresa de Madrid, asimismo tiene formación en mercados financieros, gestión de activos y financiación de corporaciones locales.
Tras pasar por diversas empresas del sector privado, desde 1997 trabaja en el Banco Santander, siendo especialista en Gestión Financiera del sector público y entidades no lucrativas.
Fue miembro de Unión Progreso y Democracia (UPyD) desde 2007, perteneciendo a la Coordinadora Territorial de Madrid, y responsable de Organización y Comunicación de la Gestora Territorial de Madrid; fue coordinadora de la Agrupación de Boadilla del Monte. 
En las elecciones autonómicas de 2011, es elegida diputada en la Asamblea de Madrid, donde desempeña la labor de portavoz del Grupo Parlamentario de Unión Progreso y Democracia en la Comisión de Transporte e Infraestructuras y en la Comisión de Juventud. Además, formó parte de la Diputación Permanente de la Asamblea de Madrid.
- Datos: Q5979169